# Пирамидальная сортировка

Анимированная схема алгоритма

Пирамидальная сортировка (англ. Heapsort, «Сортировка кучей») — алгоритм сортировки, работающий в худшем, в среднем и в лучшем случае (то есть гарантированно) за {\displaystyle O(n\log n)} операций при сортировке {\displaystyle n} элементов. Алгоритм работает «на месте» — количество задействованной служебной памяти {\displaystyle O(1)}, то есть фиксированное.
Может рассматриваться как усовершенствованная сортировка пузырьком, в которой элемент всплывает (min-heap) / тонет (max-heap) по многим путям.
Пирамидальная сортировка была предложена Дж. Уильямсом в 1963 году.

## Алгоритм

Пример сортирующего дерева

структура хранения данных сортирующего дерева

Сортировка пирамидой использует бинарное сортирующее дерево.
Сортирующее дерево — это такое дерево, у которого выполнены условия:
1. Каждый лист имеет глубину либо {\displaystyle d}, либо {\displaystyle d-1}, {\displaystyle d} — максимальная глубина дерева.
2. Значение в любой вершине не меньше (другой вариант — не больше) значения её потомков.

Удобная структура данных для сортирующего дерева — такой массив {\displaystyle a}, что {\displaystyle a[0]} - элемент в корне, а потомки элемента {\displaystyle a[i]} являются {\displaystyle a[2i+1]} и {\displaystyle a[2i+2]}.
Алгоритм сортировки будет состоять из двух основных шагов:
1. Выстраиваем элементы массива в виде сортирующего дерева:
{\displaystyle a[i]\geq a[2i+1]}
{\displaystyle a[i]\geq a[2i+2]}
при {\displaystyle 0\leq i<n/2}.
Этот шаг требует {\displaystyle O(n\log n)} операций.
2. Будем удалять элементы из корня по одному за раз и перестраивать дерево. То есть на первом шаге обмениваем {\displaystyle a[0]} и {\displaystyle a[n-1]}, преобразовываем {\displaystyle a[0],a[1],\ ...,a[n-2]} в сортирующее дерево. Затем переставляем {\displaystyle a[0]} и {\displaystyle a[n-2]}, преобразовываем {\displaystyle a[0],a[1],\ ...,a[n-3]} в сортирующее дерево. Процесс продолжается до тех пор, пока в сортирующем дереве не останется один элемент. Тогда {\displaystyle a[0],a[1],\ ...,a[n-1]} - упорядоченная последовательность.
Этот шаг требует {\displaystyle O(n\log n)} операций.

## Достоинства и недостатки
Достоинства:
- Имеет доказанную оценку худшего случая {\displaystyle O(n\log n)}.
- Сортирует на месте, то есть требует всего {\displaystyle O(1)} дополнительной памяти (если дерево организовывать так, как показано выше).

Недостатки:
- Неустойчив — для обеспечения устойчивости нужно расширять ключ.
- На почти отсортированных массивах работает столь же долго, как и на хаотических данных.
- На одном шаге выборку приходится делать хаотично по всей длине массива — поэтому алгоритм плохо сочетается с кэшированием и подкачкой памяти[1].
- Методу требуется доступ к произвольному элементу структуры; не работает на связанных списках и других структурах памяти последовательного доступа.
- Не распараллеливается.

Сортировка слиянием при расходе памяти {\displaystyle O(n)} быстрее ({\displaystyle O(n\log n)} с меньшей константой) и не подвержена деградации на неудачных данных.
Из-за сложности алгоритма выигрыш получается только на больших {\displaystyle n}. На небольших {\displaystyle n} (до нескольких тысяч) быстрее сортировка Шелла.

## Применение
Пирамидальная сортировка активно применяется в ядре Linux.